# Притулок кошмарів
Притулок кошмарів (англ. The Attic Expeditions) — американський фільм жахів 2001 року.

## Сюжет
Тревор — молодий чоловік, засуджений за вбивство своєї дівчини до тривалого ув'язнення у психіатричній лікарні. Але незабаром він починає сумніватися в реальності вбивства і починає підозрювати, що жахливі спогади про подію штучно поміщені в його свідомість доктором Еком.

## У ролях
- Андрас Джонс — Тревор Блекберн
- Сет Грін — Дуглас
- Джеффрі Комбс — доктор Ек
- Венді Робі — доктор Талама
- Тед Реймі — доктор Коффі
- Бет Бейтс — Фейт
- Шеннон Харт Клірі — Емі
- Еліс Купер — Семюел Левенталь
- Джеррі Хаук — Рональд